# Болгарка (Казахстан)
Болга́рка (каз. Болгарка) — село у складі Алгинського району Актюбінської області Казахстану. Входить до складу Сарихобдинського сільського округу.
Населення — 395 осіб (2021; 480 у 2009, 922 у 1999, 1368 у 1989).